# Jackie Walorski

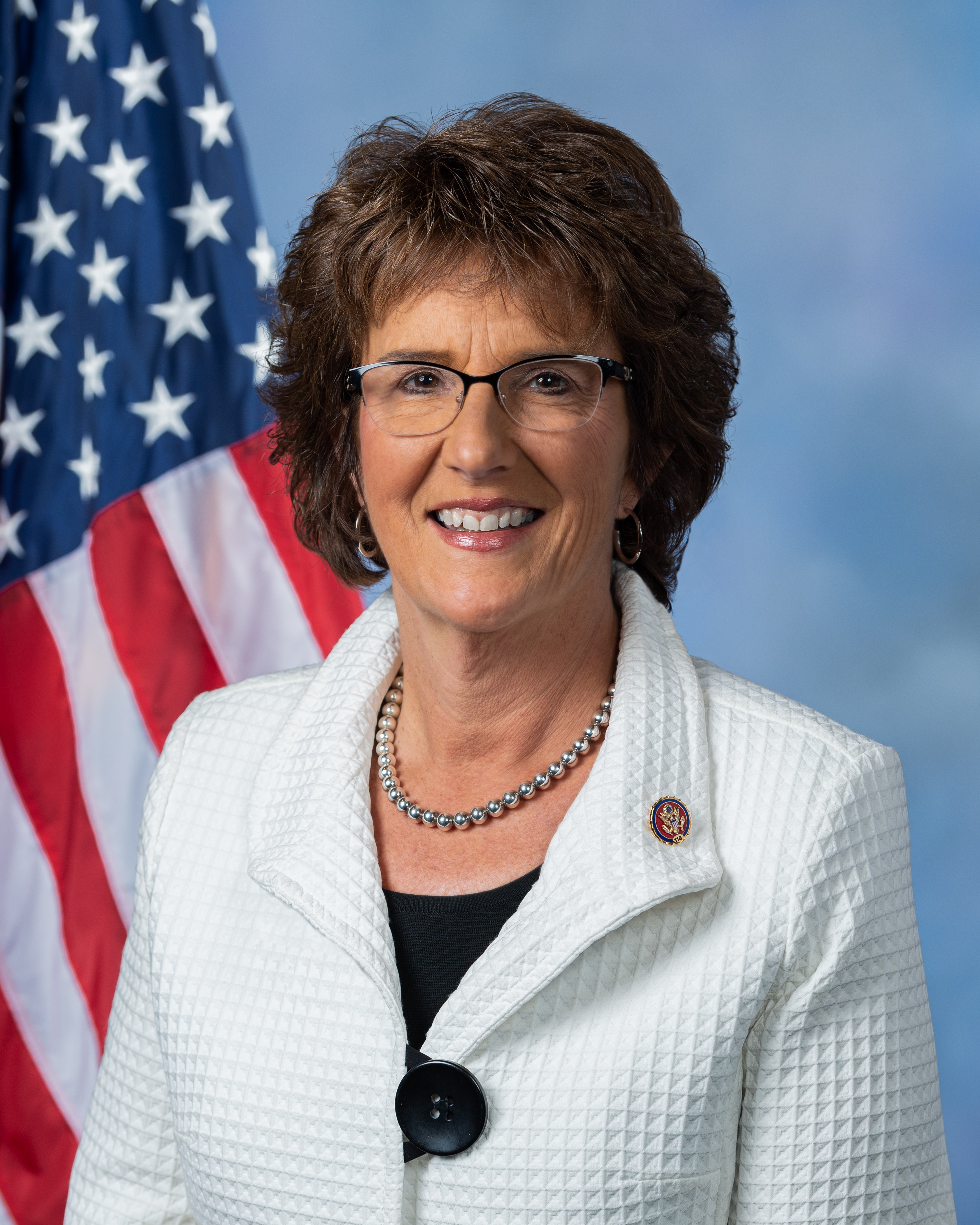
Jackie Walorski (2020)

Jacqueline R. „Jackie“ Walorski (* 17. August 1963 in South Bend, Indiana; † 3. August 2022 bei Wakarusa, Indiana) war eine US-amerikanische Politikerin der Republikanischen Partei. Von 2013 bis zu ihrem Tode vertrat sie den zweiten Sitz des Bundesstaats Indiana im US-Repräsentantenhaus.

## Persönliches
Jackie Walorski besuchte bis 1981 die James Whitcomb Riley High School in South Bend (Indiana). Danach studierte sie bis 1985 an der Taylor University in Upland und schloss dieses Studium mit einem Bachelor of Arts ab. Im Anschluss arbeitete sie als Fernsehreporterin beim Sender WSBT-TV in ihrer Heimatstadt South Bend. Von 2000 bis 2004 arbeitete sie als Missionarin in Rumänien.
Jackie Walorski war seit 1995 verheiratet und lebte in Elkhart. Sie starb am 3. August 2022 bei einem Verkehrsunfall auf der Indiana State Road 19 südlich von Wakarusa zusammen mit ihrer Kommunikationsdirektorin und ihrem Bezirksdirektor sowie einer weiteren Unfallbeteiligten.

## Politik
Ab 2004 schlug sie als Mitglied der Republikanischen Partei eine politische Laufbahn ein. Zwischen 2004 und 2010 war sie Abgeordnete im Repräsentantenhaus von Indiana für den 21. Distrikt; im Jahr 2010 kandidierte sie noch erfolglos für das US-Repräsentantenhaus. Sie verlor gegen den damaligen Amtsinhaber Joseph Simon Donnelly.
Bei den Kongresswahlen des Jahres 2012 wurde Walorski dann aber im zweiten Wahlbezirk von Indiana in das US-Repräsentantenhaus in Washington, D.C. gewählt, wo sie am 3. Januar 2013 die Nachfolge von Joe Donnelly antrat, der in den US-Senat gewählt worden war. Ihr Wahlergebnis war mit 49,1 % der Wählerstimmen gegen den Demokraten Brendan Mullen, der auf 47,5 % kam, sehr knapp. Sie wurde in den Jahren 2014 bis 2020 insgesamt viermal wiedergewählt. Ihre Amtszeit im Repräsentantenhaus des 117. Kongresses lief noch bis 3. Januar 2023. Die Primary (Vorwahl) ihrer Partei am 3. Mai 2022 konnte sie ohne Gegenkandidaten gewinnen und wäre am 8. November 2022 gegen Paul Steury von der Demokratischen Partei angetreten.

## Ausschüsse
Sie war Mitglied in folgenden Ausschüssen des Repräsentantenhauses:
- Committee on Ethics (Ranking Member)
- Committee on Ways and Means
  - Oversight
  - Worker and Family Support (Ranking Member)